# Rue Fizeau
La rue Fizeau est une voie du 15e arrondissement de Paris, en France.

## Situation et accès
La rue Fizeau est une voie publique située dans le 15e arrondissement de Paris. Elle débute au 85, rue Brancion et se termine au 118-122, rue Castagnary.

## Origine du nom
Elle porte le nom du physicien Hippolyte Fizeau (1819-1896).

## Historique
Cette rue a été ouverte en 1850 par le lotisseur Chauvelot, dans le cadre de la construction de son village de l'Avenir. 
En 1860, elle est appelée « rue de Nice la Frontière » en l'honneur de l'annexion du comté de Nice à la France avant de prendre sa dénomination actuelle le 7 décembre 1900.

## Bâtiments remarquables et lieux de mémoire
- N°7 : mosaïque représentant une tête de cheval.

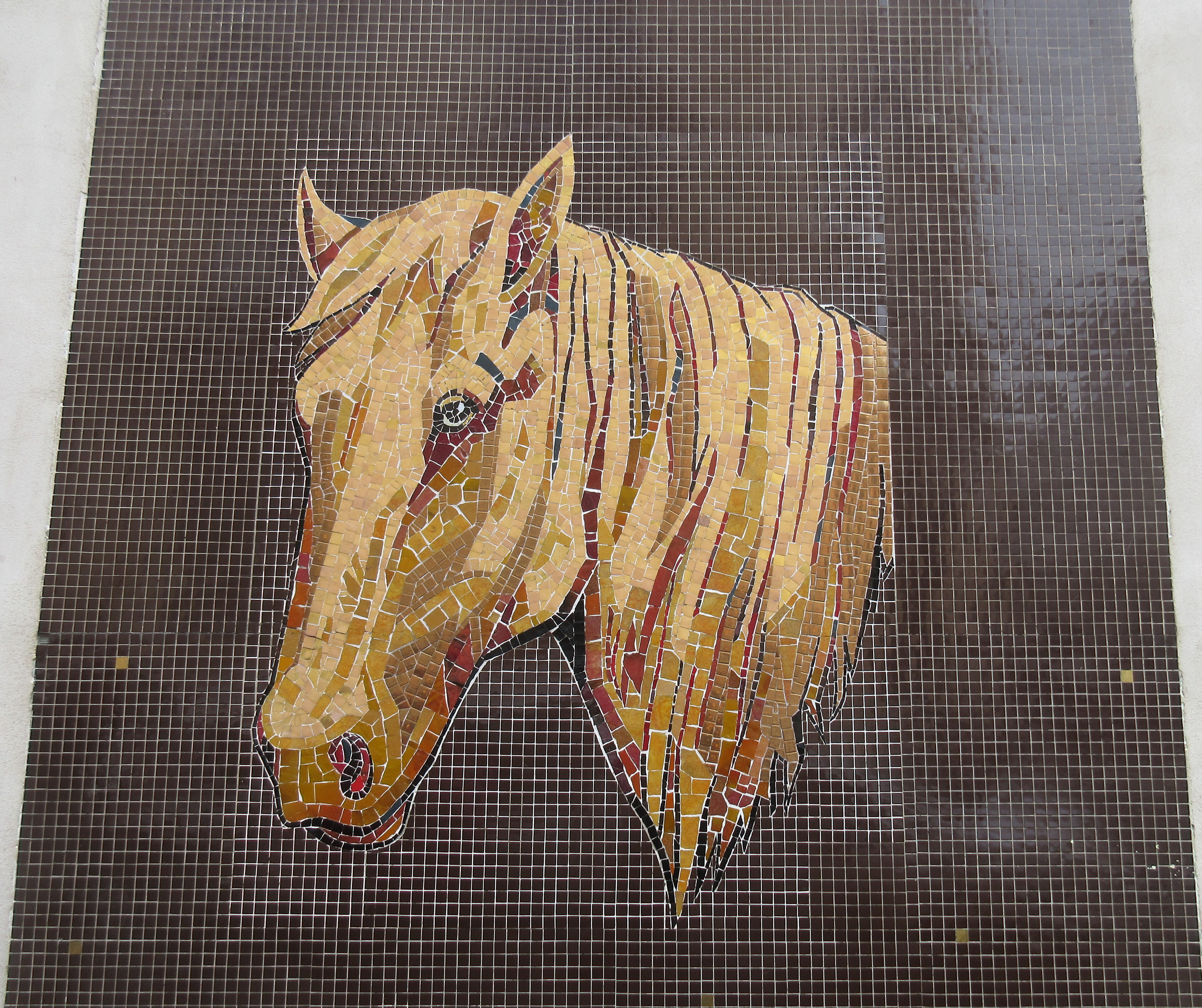
Mosaïque au 7 rue Fizeau